# يوسف خنفر
يوسف خنفر هو مصور ومؤلف فلسطيني أمريكي.

## حياته
ولد عام 1956 في الكويت لأبوين لاجئين فلسطينيين فروا من وطنهم بعد قيام دولة إسرائيل. بدأ خنفر في التقاط الصور وهو في السادسة من عمره، عندما أعطاه والده كاميرته الأولى.
وفي سن السابعة عشر، انتقل يوسف إلى الولايات المتحدة، وقضى العشرين عامًا التالية في السفر حول العالم والتقاط الصور الفوتوغرافية. وهو يقيم حاليا في مدينة أوكلاهوما.
نُشرت صور يوسف الفوتوغرافية في مجلات مثل أوبرا، والفن الفوتوغرافي الدولي، والتصوير الفوتوغرافي الخارجي. كما نشر كتابين من أعماله: "أصوات النور" عام 2000، و" بحثاً عن السلام " عام 2007، والذي حاز على جائزة "الملكية الفكرية لأفضل كتاب في العام" عام 2007.

## المنشورات

### أصوات النور
يعد هذا الكتاب أول إصدار ليوسف، وهو يعرض صورًا مختلفة للمناظر الطبيعية حول العالم، بالإضافة إلى الشعر الذي كتبه يوسف. ويُوصف هذا الكتاب بأنه يعرض "أسرار الطبيعة وألغازها"، ويستخدم يوسف خنفر هذا الكتاب لإظهار كيف أنه، على الرغم من أنه ربما فقد وطنه، فإنه ينظر الآن إلى العالم كله باعتباره وطنه.

### في البحث عن السلام
فاز هذا الكتاب بجائزة الكتاب المتميز لعام 2007 في فئة "الكتاب الأكثر تغييرًا للحياة"، وتم اختياره لإهدائه إلى الندوة العالمية للأمم المسالمة التي ينظمها مركز فولبرايت للسلام في واشنطن العاصمة، ويعرض هذا الكتاب رسالة الشفاء العالمي للإنسانية والسلام بين الأمم. ينقسم هذا المنشور إلى ثلاثة أقسام: "السامي"، و"الحرية"، و"الإلهي". يعرض القسم الأول صورًا للصراع الطبيعي، تمثل الصراع الإنساني الذي نواجهه. أما القسم الثاني، والذي يتكون في معظمه من صور انطباعية، فيمثل حرية التعبير الإنسانية. ويحتوي القسم الأخير على صور تمثل السلام والألوهية، وهو الهدف النهائي الذي يراه خنفر للبشرية.

### حواء غير المرئية
وفي أحدث إصداراته، يصور خنفر النساء المسجونات بسبب جرائم غير عنيفة. من خلال التقاط صور لأماكن المعيشة والحياة اليومية واقتباسات من النساء بشأن وضعهن، يأمل خنفر أن يمنح هؤلاء النساء المنسيات صوتًا يسمعه الآخرون. ويهدف من خلال هذه الرسائل إلى تثبيط عزيمة الأولاد والبنات الآخرين عن ارتكاب الجرائم والانتهاء إلى السجن.

## تصوير البورتريه
كما قام يوسف خنفر بالتقاط صور للعديد من الشخصيات المؤثرة بما في ذلك ساندرا داي أوكونور وإيما نيكلسون، البارونة نيكلسون من وينتربورن. كما أشادت القاضية أوكونور أيضًا بعمل خانفار في تصوير البورتريه، قائلة إنها "أذهلت وتغلبت على جمال صورتك". ومن بين الصور الأخرى الجديرة بالملاحظة صورة ديفيد وين، وليونا ميتشل، وطارق رمضان.